# Violetthuvad kolibri
Violetthuvad kolibri (Klais guimeti) är en fågel i familjen kolibrier.

## Utseende och läte
Violetthuvad kolibri är en mycket liten och kompakt kolibri med kort och rak näbb och tydlig vit fläck bakom ögat. Hanen har bjärt violett på hjässa och strupe. På honan är hjässan ljusare blåaktig och strupen grå. Fågeln flyger ofta med stjärten något rest.

## Utbredning och systematik
Violetthuvad kolibri placeras som enda art i släktet Klais. Den delas in i tre underarter med följande utbredning:
- Klais guimeti merritti – förekommer från östra Honduras till östra Panama
- Klais guimeti guimeti – förekommer från östra Colombia till Venezuela, Brasilien, östra Ecuador och norra Peru
- Klais guimeti pallidiventris – förekommer från östra Peru till västra centrala Bolivia

## Levnadssätt
Violetthuvad kolibri ses oftast när den födosöker efter nektar från små lilafärgade blommor i trädgårdar. Den ses också i skogsområden och skogsbryn.

## Status och hot
Arten har ett stort utbredningsområde, men tros minska i antal, dock inte tillräckligt kraftigt för att den ska betraktas som hotad. Internationella naturvårdsunionen IUCN listar arten som livskraftig (LC). Beståndet uppskattas till i storleksordningen en halv till fem miljoner vuxna individer.

## Namn
Fågelns vetenskapliga artnamn hedrar Jean Baptiste Guimet (1795-1871), fransk industrikemist som 1826 utvecklade en metod att syntetisera färgen ultramarinblått. Släktesnamnet Klais syftar på Kleis, dotter till poeten Sapfo (vars mor också hette Kleis).